# HP 9100A

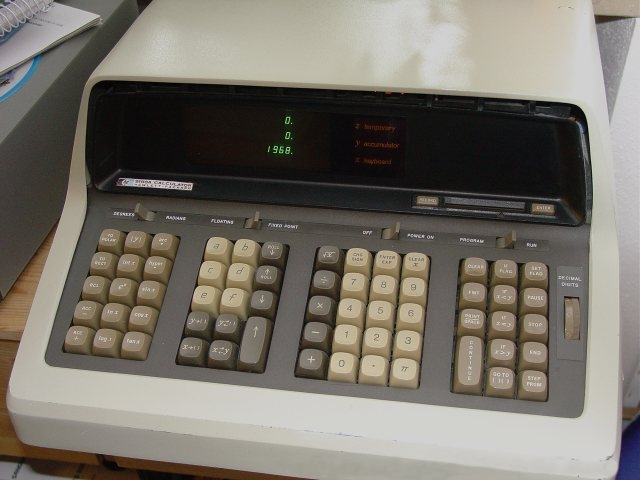
Hewlett-Packard 9100A

Der HP-9100A von Hewlett-Packard war ein Computer, der 1968 in einer Werbeanzeige erstmals in der Literatur als Personal Computer (PC) bezeichnet wurde, obgleich er nicht viel mit dem heutigen Verständnis eines PCs gemeinsam hat.
Dennoch stellte er zu einer Zeit, als Zugriff auf Rechenleistung nur indirekt (durch Übergabe von Lochkarten an Operatoren in einem Rechenzentrum) möglich war, den Aufbruch in ein neues Zeitalter dar (Anzeigentext: 9100A puts answers just a touch away), in welchem Apple I und Apple II, TRS-80, PET und IBM PC, die dem heutigen Verständnis des PCs entsprechen, erst denkbar wurden.
Steve Jobs, Gründer von Apple Computer, sagte im April 1995 in einem Interview mit Daniel Morrow: „I saw my first desktop computer at Hewlett-Packard which was called the 9100A. It was the first desktop in the world.“
Der HP-9100A verfügte über:
- Permanent-Magnetkernspeicher für bis zu 196 Programmzeilen und sechzehn Variablen (0..9)(a..f)
- Drei-Ebenen-Stack
- UPN (umgekehrte polnische Notation) als Rechennotation
- Komplexe, trigonometrische und hyperbolische Funktionen
- Rechenbereich: 10−98 bis 1099
- Bildschirm für die Darstellung von drei Zeilen (X-,Y- und Z-Register)
- Integrierter Magnetkartenspeicher für die Aufzeichnung von Programmen
- Kontrollstrukturen (Verzweigungen, Flags, GOTO-Anweisung)
- Drucker, Plotter, Erweiterungsspeicher etc. als Optionen

Der Preis für das Grundgerät betrug 1968 4.900 US-Dollar oder 19.600 DM und damit ca. das Doppelte eines durchschnittlichen Bruttojahresgehaltes der damaligen Zeit.
Bemerkenswert ist, dass diese Leistung ohne die Verwendung von integrierten Schaltkreisen erbracht wurde. Wenige Jahre später brachte HP 1972 den ersten technisch-wissenschaftlichen Taschenrechner HP-35 heraus, der von William Hewlett als „HP-9100A im Taschenformat“ bezeichnet wurde. Er kostete 395 US-Dollar und wurde ein großer kommerzieller Erfolg, 1974 folgte der weltweit erste programmierbare Taschenrechner HP-65.
Hewlett-Packard wurde aufgrund der Verletzung von geistigem Eigentum zur Zahlung von 900.000 $ an Olivetti verurteilt. Bei der Verhandlung wurde festgestellt, dass für den HP-9100 technische Lösungen wie die Magnetkarte und die Architektur von Olivettis Programma 101 kopiert wurden.